# 케이프모래언덕두더지쥐

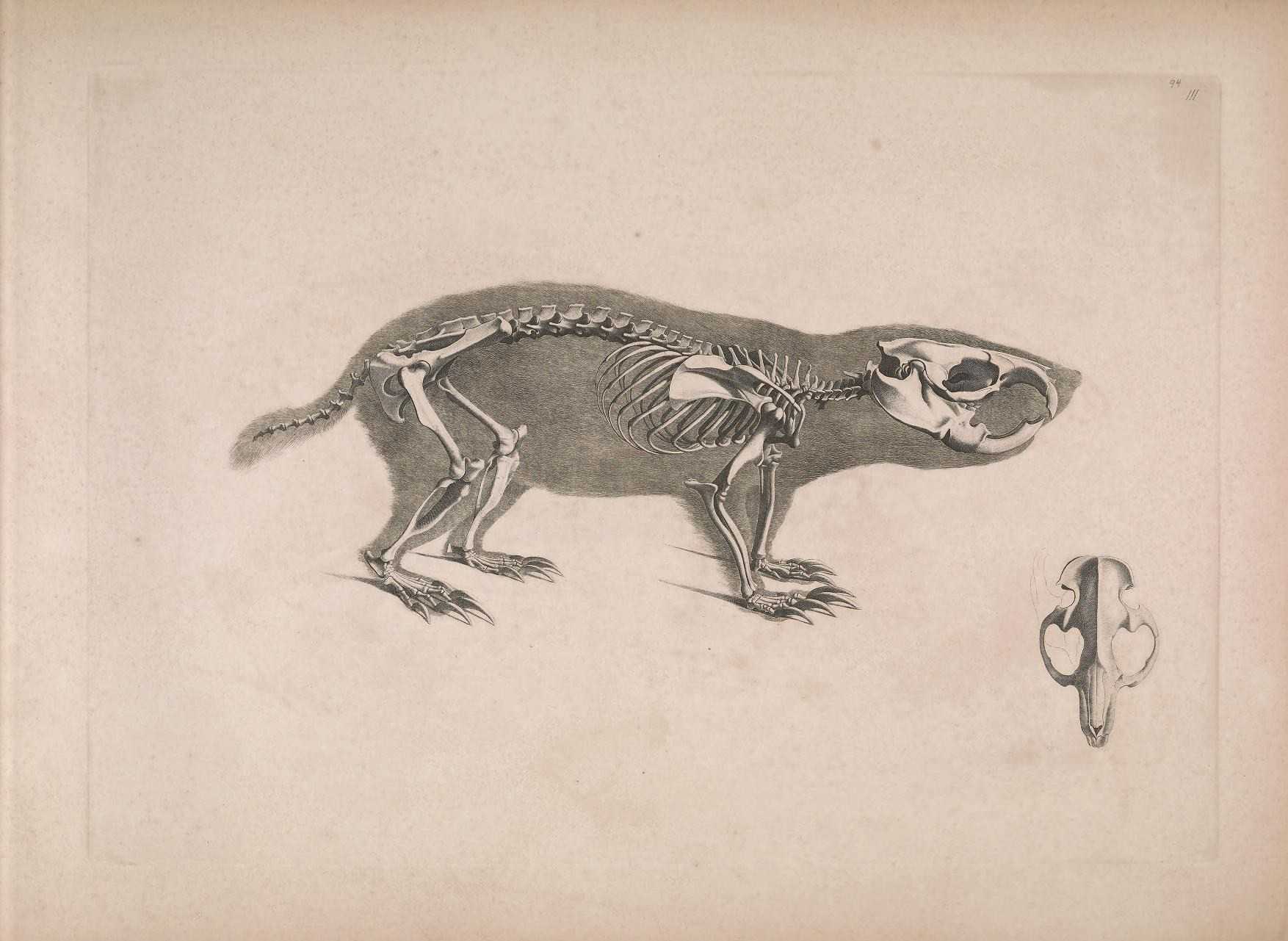
케이프모래언덕두더지쥐의 골격

케이프모래언덕두더지쥐(Bathyergus suillus)는 뻐드렁니쥐과에 속하는 설치류의 일종이다. 남아프리카공화국의 토착종이며, 통용명은 희망봉(Cape of Good Hope)에서 유래했다.

## 특징
케이프모래언덕두더지쥐의 머리부터 몸까지의 몸길이는 27~38cm로 모든 뻐드렁니쥐류 중에서 가장 크고, 꼬리는 3~4cm로 짧다. 수컷 몸무게는 570~1350g으로 보통의 암컷 몸무게 590~970g에 비해 상대적으로 무겁다.
암수 모두 크고 건장한 몸을 가진 설치류로 뭉툭한 주둥이와 원통 형태의 몸통 그리고 짧은 팔다리를 갖고 있다. 땅을 파기 위해 강력하고 굽은 발톱이 나 있는 육중한 앞발을 갖고 있다. 좁은 터널 안에서 좀더 빨리 움직이기 위해 겉으로 보이는 몇 가지 특징이 있다. 예를 들어, 날개 지느러미 또는 음낭이 없으며, 음경은 안 쪽에 감춰진 형태로 들어 가 있다. 입 속으로 흙이 들어가는 것을 방지하기 위하여, 입술처럼 축 늘어진 피부 덮개가 앞니를 뒤로 감출 수 있다. 눈은 작지만, 영구적으로 닫혀 있는 것은 아니다.